# Споменици Горњег Милановца
Споменици у Горњем Милановцу се углавном налазе груписани у неколико просторних целина: прва и најважнија је Трг Кнеза Михаила. У градском парку испод трга су се својевремено налазиле и неке бисте народних хероја, које су почетком 21. века премештене у другу значајну просторну целину, спомен-парк Брдо Мира, поред кога се налази трећа значајна целина, градско гробље, на коме се налазе надгробни споменици значајних горњомилановчана.

## Споменици културе од великог значаја
- Црква Свете тројице у Горњем Милановцу, СК 380 (Трг Кнеза Михаила) 44° 01′ 28″ С; 20° 27′ 38″ И / 44.024308° С; 20.460433° И
- Зграда Окружног начелства у Горњем Милановцу, СК 389 (Трг Кнеза Михаила 1) 44° 01′ 27″ С; 20° 27′ 32″ И / 44.024216° С; 20.459000° И
- Кућа народног хероја Драгана Јевтића, СК 490 (Карађорђева 29) 44° 01′ 30″ С; 20° 27′ 23″ И / 44.025136° С; 20.456267° И
- Кућа породице Ђорђевић у Горњем Милановцу, СК 520 (Рајићева 21) 44° 01′ 28″ С; 20° 27′ 42″ И / 44.024432° С; 20.461716° И

## Остали значајни споменици

### На тргу Кнеза Михаила
- Споменик партизанском устанку у центру града 44° 01′ 25″ С; 20° 27′ 35″ И / 44.023677° С; 20.459711° И
- Споменик оснивању града (Небојша Савовић Нес) 44° 01′ 26″ С; 20° 27′ 34″ И / 44.024021° С; 20.459415° И
- Спомен-плоча о оснивању градског одбора црвеног крста, на згради на углу Таковске и Хајдук Вељкове 44° 01′ 29″ С; 20° 27′ 34″ И / 44.024720° С; 20.459513° И
- Споменик војводи Живојину Мишићу (Небојша Савовић Нес) 44° 01′ 27″ С; 20° 27′ 33″ И / 44.024123° С; 20.459233° И
- Спомен-плоча рудничке офанзиве (1. светски рат) 44° 01′ 27″ С; 20° 27′ 33″ И / 44.024179° С; 20.459111° И
- Спомен-плоча погинулим занатлијама у 2. светском рату, на згради Занатске задруге 44° 01′ 27″ С; 20° 27′ 30″ И / 44.024200° С; 20.458400° И

### Успомен-парку Брдо Мира
Спомен парк Брдо мира је споменички комплекс у Горњем Милановцу који захвата око 4,5 хектара засађених са преко 3000 стабала од 50 различитих врста четинара, листопадног дрвећа и украсног шибља. У парку се налазе бројни споменици, а парк се налази поред градског гробља.
- Споменик интернирцима у Норвешкој (Живорад Максимовић) 44° 01′ 48″ С; 20° 27′ 09″ И / 44.029998° С; 20.452472° И
- Костурница палих бораца таковског краја у 2. светском рату 44° 01′ 47″ С; 20° 27′ 13″ И / 44.029601° С; 20.453696° И
- Костурница црвеноармејаца у 2. светском рату44° 01′ 47″ С; 20° 27′ 13″ И / 44.029601° С; 20.453696° И
- Споменик народном хероју Тихомиру Матијевићу 44° 01′ 47″ С; 20° 27′ 11″ И / 44.029603° С; 20.452961° И
- Споменик народном хероју Драгомиру Дражевићу 44° 01′ 47″ С; 20° 27′ 11″ И / 44.029642° С; 20.453134° И
- Споменик народном хероју Радисаву Јанићијевићу Бомби (уништен)
- Споменик народном хероју Милутину Луковићу
- Споменик народном хероју Радовану Грковићу
- Споменик народном хероју Светозару Поповићу
- Споменик народном хероју Десимиру Јововићу Чичи
- Споменик народном хероју Тадији Андрићу (уништен)
- Споменик браниоцима српске слободе од 1991. до 1999. (Небојша Савовић Нес) 44° 01′ 46″ С; 20° 27′ 11″ И / 44.029564° С; 20.453064° И
- Споменик Таковцима страдалим у Маутхаузену 44° 01′ 46″ С; 20° 27′ 11″ И / 44.029564° С; 20.453064° И

### На градском гробљу
- Споменик палим аустроугарским и српским војницима у 1. светском рату 44° 01′ 51″ С; 20° 27′ 12″ И / 44.030709° С; 20.453444° И
- Гробница генерала Божидара Терзића 44° 01′ 50″ С; 20° 27′ 16″ И / 44.030473° С; 20.454576° И